# Battaglia di Fort Bull
La battaglia di Fort Bull fu un attacco francese alla fortezza britannica di Fort Bull il 27 marzo 1756, all'inizio della guerra franco-indiana. La fortezza fu costruita per difendere una parte del corso d'acqua che univa Albany (New York) al lago Ontario tramite il fiume Mohawk.
Il tenente Gaspard-Joseph Chaussegros de Léry comando il suo gruppo composto da marinai, milizie canadesi ed alleati indiani contro Fort Bull il 27 marzo 1756. Coperti dagli alberi si avvicinarono non cisti a 90 metri dalla fortezza. Léry ordinò una carica con le baionette. Misero i propri moschetti nelle feritoie delle mura e spararono ai difendenti. Léry chiese ripetutamente la resa della città. Alla fine la porta fu sfondata ed francesi ed indiani sciamarono all'interno uccidendo tutti. I soldati francesi saccheggiarono tutto il possibile e diedero alle fiamme le polveriere. La fortezza fu rasa al suolo dalle fiamme.

## Contesto storico
Dopo il fallimento dell'aggressiva campagna britannica del 1755, nell'inverno del 1755-1756 fu creata una serie di fortezze lungo il corso del Mohawk che univa l'Hudson al lago Ontario. La guarnigione più numerosa si trovava a Fort Oswego, alla fine della catena, e dipendeva dagli altri per i rifornimenti. Le fortezze poste lungo l'Oneida Carry erano un elemento chiave della catena di rifornimenti. L'Oneida Carry attraversava una parte non navigabile tra Rome (New York) e Wood Creek lungo tra i 2 ed i 10 km a seconda del livello stagionale del fiume. Fort Williams, sul fiume Mohawk, era il più grande dei due, mentre Fort Bull, molti chilometri a nord di Fort Williams lungo il Wood Creek, era poco più di una palizzata costruita attorno a dei depositi. Fort Bull era difeso da pochi uomini del reggimento di Shirley guidati da William Bull, e conteneva molto materiale militare compreso polvere da sparo e munizioni destinato alla campagna del 1756.
All'inizio del 1756 i capi militari francesi del Canada decisero di mandare una spedizione ad attaccare la linea di rifornimenti di Oswego. Il 12 marzo una compagnia partì da Fort de La Présentation e marciò verso l'Oneida Carry. Sotto la guida del tenente Gaspard-Joseph Chaussegros de Léry, canadese di nascita, si trovavano 84 marinai, 111 militi canadesi e 110 nativi americani, soprattutto Irochesi ma anche Uroni. Dopo circa due settimane di difficile viaggio invernale giunsero vicino all'obiettivo il 24 marzo.

## Battaglia
La mattina del 25 marzo gli uomini di Léry catturarono dodici inglesi nei pressi di Fort Bull, mentre altri fuggirono verso Fort Williams. Sapendo dai prigionieri delle scarse difese di Fort Bull decisero di attaccare immediatamente. Non avendo artiglieria, l'unica possibilità era un attacco a sorpresa. I difendenti riuscirono a chiudere la porta poco prima dell'arrivo dei francesi. Gli assalitori spararono attraverso le feritoie delle mura per distrarre la guarnigione che rispose lanciando rocce e granate oltre le mura. Dopo che Fort Bull rifiutò molte volte la resa, la porta fu sfondata con delle asce e francesi ed indiani sciamarono all'interno. Quasi tutti i componenti della piccola guarnigione furono uccisi e gli fu preso lo scalpo, secondo il resoconto di William Johnson che ispezionò la carneficina quando giunse a capo di altri uomini. Gli uomini di Léry diedero fuoco alla fortezza che conteneva 45000 libbre di polvere da sparo. L'esplosione distrusse la fortezza di legno.

## Conseguenze
Una palizzata a stella con quattro edifici interni fu costruita nel maggio-agosto del 1756, e gli fu dato il nome di Fort Wood Creek. Fort Wood Creek fu distrutto dai britannici nell'agosto 1756 quando seppero di una nuova fortezza francese nella zona. Léry fu promosso capitano per il suo comando vittorioso. La perdita dei rifornimenti di Fort Bull rovinò i piani britannici per le campagne anti-francesi sul lago Ontario, e potrebbero aver contribuito alla conquista di Fort Oswego dell'agosto 1756.